# المقه

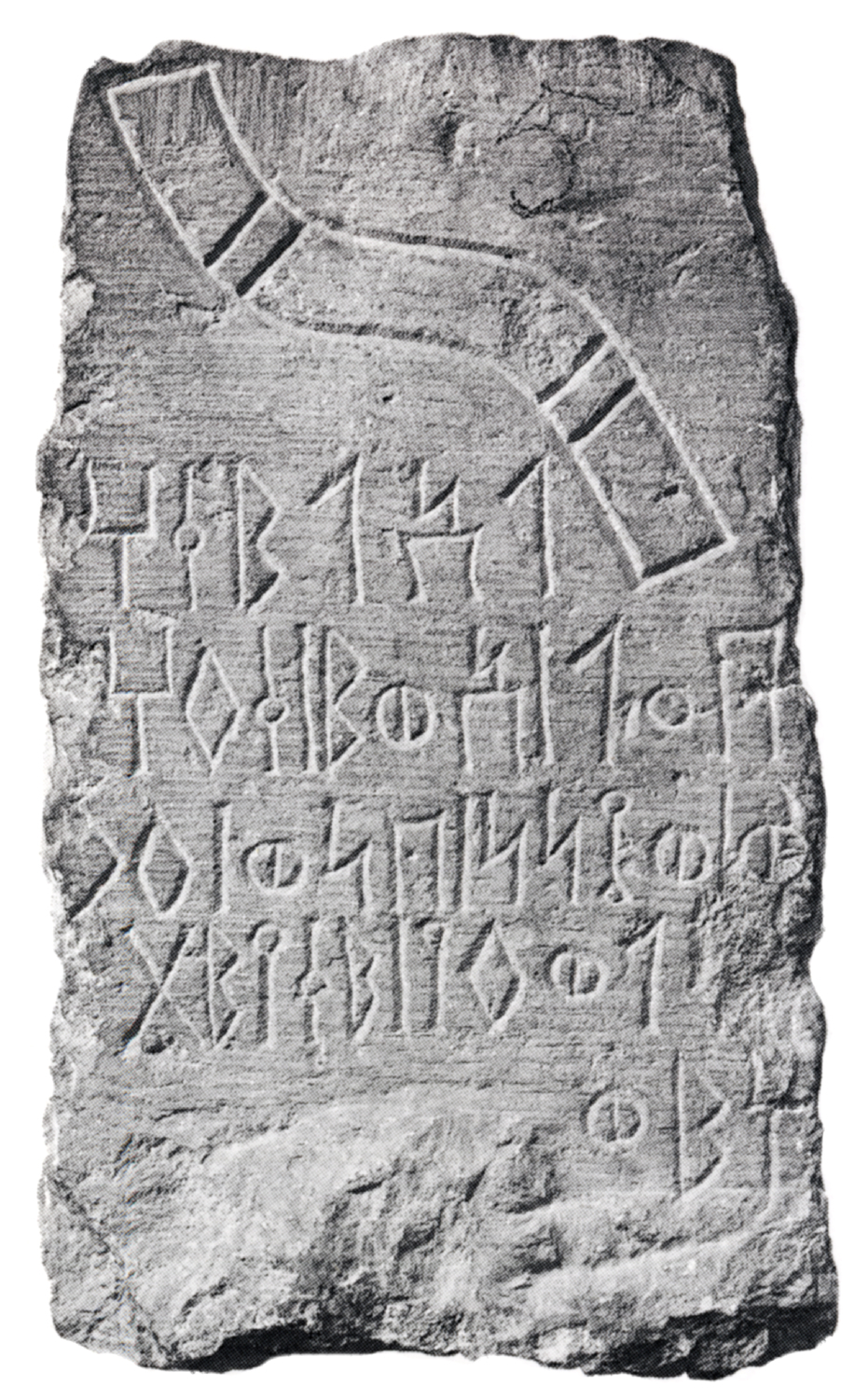
النقش CIH 393 ويظهر أعلاه رمز ألمقه

ألمقه أو إيل مقه (خط المسند: ): هو الإله القومي الكبير لمملكة سبأ في اليمن قبل الإسلام ويعد تقليدياً بأنه القمر. كان الإله ألمقه مسؤولاً عن الحماية والسلامة والحرب والشفاء والأمطار والزراعة. كان رمز ألمقه هو الوعل، رغم أنه يوصف أحياناً بأنه "ثور"، وترتبط به تصاوير رؤوس الثيران وزخارف الأعناب، كما يُرمز له في بداية بعض النقوش برمز سلاح معقوف (Totschläger) والذي تعود أصوله إلى رموز آلهة بلاد الرافدين مردوخ أو شمش وبالتالي يعكس دور ألمقه كإله حرب أيضاً.

## عبادته
كان ألمقه يُعبد بشكل رئيس في العاصمة السبئية مأرب، حيث قدمت له آلاف النقوش في معبد أوام (المسمى شعبياً: مَحْرَم بِلقيس)، وكذلك في معبد أوعال صِرْوَاح (معبد ألمقه) وسط مدينة مأرب القديمة، إلى جانب معابد أخرى مثل معبد حَرونُم (الذي بُني مسجد سليمان على أنقاضه)، ومعبد بَرْآن (المسمى شعبياً: عرش بلقيس أو عمايد بلقيس) خارج مدينة مأرب القديمة، وكان يقام له احتفال حج كبير وموكب ينطلق بين معبدي أوام وحرونم؛ فهذه المعابد المختلفة شاع الخلط بينها بسبب ربطها الدائم بأسطورة الملكة بلقيس والنبي سليمان في التراث الديني.

### ألقابه
يلقب الإله ألمقه "ثهوان" بمعنى الذي يتكلم أو يتحدث (أو بحسب هوفنر: المقاتل من العربية ثأى)، ويوصف بأنه "ثور" إشارة إلى قوته ودوره في الخصوبة. كما يوصف بأنه "بعل" أي سيد، فهو بعل معبد أوام وبعل معبد أوعال صرواح وبعل معبد برآن وغيرها من الألقاب.

## الرمزية
لطالما رأى الباحثون في ألمقه إلهاً قمرياً كما في النص التوراتي الذي ينسب عبادة إله القمر إلى سبأ (على عكس النص القرآني الذي يدور حول إله الشمس)، وقد استقر رأي الباحثين على أن إلمقه إله قمري. ومع ذلك، فقد رأى باحثون آخرون مثل جيوفاني جاربيني وجاكلين بيرن، أن ألمقه إله شمسي، حيث تظهر عليه العديد من الخصائص والزخارف المتعلقة بالشمس، ولا سيما رأس الثور وكذلك شكل الكرمة، حيث مرتبطة بالصفات الإلهية الشمسيّة والديونيسيّة. وهو رأي يميل إله عالم الآثار الفرنسي جان فرانسوا بريتون مع التأكيد على أن ألمقه هو الشكل الذكري، بينما كانت "شمس" هي الشكل الأنثوي له.
لكن مؤخراً كشفت دراسة لنقش روماني في مدينة ليتشي جنوب إيطاليا من القرن الثاني الميلادي، يحتوي ذكر لأحد آلهة سبأ باسم "جوبيتر السبئي" مع تحية إلى الإمبراطور كومودوس، ويرجح الباحث مايكل شبيدل أن المقصود بجوبيتر هنا هو ألمقه ويجعله نظيراً للإله زيوس عند اليونان وذو الشرى عند الأنباط  مخالفاً جيوفاني جاربيني وجاكلين بيرن الذان يجعلان ألمقه نظيراً للإله اليوناني ديونيسوس.

## المعنى اللغوي
النُطق الأصل لاسم الإله ألمقه غير معروف، وليس له أثر واضح في التراث الإسلامي، لذلك اتفق الباحثون على كتابته "ألْـمَـقَـه" Almaqah افتراضياً، إذ يتركب اسمه من عنصرين على أرجح الآراء، الأول "أ ل" من اسم إله الشعوب السامي "إيل"، والثاني "م ق هـ"، وقد اختلف الباحثون في معناها إلى وجوه شتى. كما أن اسمه يظهر في بعض النقوش المتأخرة بزيادة الواو (أ ل م ق هـ و)، ويرد مختصراً (أ ل م ق)، أما في النقوش السبئية في الحبشة فيرد بصيغة (أ ل م ق هـ ي). مما يعقد مسألة التفسير.

### في الثقافة الشعبية
شاع في الأوساط الثقافية العربية ربط الإله "ألمقه" خطأ باسم مكة، بإبدال غير مبرر بين القاف والكاف. لا يستند هذا التفسير على مصدر علمي وإنما روجه بعض العلماء الزائفين مثل فاضل الربيعي وغيره. كما لا يصح ذلك تاريخياً حيث توقفت عبادة إلمقه قبل ظهور الإسلام بحوالي ثلاثة قرون، عندما اعتنق الحِميرون التوحيد في حوالي عام 380 للميلاد قبل أي ظهور تاريخي لمكة.